# Sander Berk
Sander Johannes Gerardes Berk (Nieuwveen, 10 juli 1979) is een Nederlandse triatleet en duatleet uit De Kwakel, die is gespecialiseerd in de olympische afstand. Hij vertegenwoordigde Nederland bij verschillende grote internationale wedstrijden.
Berk begon met triatlons in 1991 in navolging van zijn vader. In 1994 wist hij voor het eerst Nederlands jeugdkampioen triatlon te worden. Hij herhaalde dit in 1999. Op de wereldkampioenschappen in 2006 werd hij 59e.
Sander is afgestudeerd in "Human Movement Science" en gespecialiseerd in sportpsychologie. Door achtste te worden op de ITU wereldbekerwedstrijd in het Zuid-Afrikaanse Richardsbay gekwalificeerde hij zich voor de Olympische Spelen van 2008 in Peking. Daar behaalde hij een 31e plaats in 1:52.18,09.
Hij is getrouwd en aangesloten bij GAC Hilversum. Zijn zus Birgit was ook een succesvol triatleet, maar miste door een blessure net de Olympische Spelen.

## Titels
- Nederlands kampioenen triatlon op de olympische afstand - 2003, 2008
- Nederlands jeugdkampioen triatlon - 1994, 1999

## Palmares

### triatlon
- 1998: 45e WK junioren in Lausanne - 2:08.25
- 1999: 29e WK junioren in Montreal - 1:54.02
- 2001:  NK olympische afstand in Holten - 1:51.34
- 2001: 38e EK olympische afstand in Karlovy Vary - 2:17.18
- 2003:  NK olympische afstand in Zundert - 1:53.32
- 2003: 45e EK olympische afstand in Karlovy Vary - 2:06.09
- 2004:  NK olympische afstand in Zundert - 1:47.10
- 2004: 50e EK olympische afstand in Valencia - 1:53.11
- 2005:  NK olympische afstand in Stein - 2:00.22
- 2005: 54e WK olympische afstand in Gamagōri - 1:58.54
- 2006:  NK olympische afstand in Stein - 1:52.07
- 2006: 42e EK olympische afstand in Autun - 2:05.00
- 2006: 59e WK olympische afstand in Lausanne - 2:00.54
- 2007: 25e EK olympische afstand in Kopenhagen - 1:54.09
- 2007: 29e WK olympische afstand in Hamburg - 1:45.36
- 2008:  NK olympische afstand in Stein - 1:54.22
- 2008: 44e WK olympische afstand in Vancouver - 1:54.01
- 2008: 8e ITU wereldbekerwedstrijd in Richardsbay
- 2008: 31e Olympische Spelen van Peking - 1:52.18,09
- 2009:  NK olympische afstand in Stein - 1:52.38
- 2009: 21e EK olympische afstand in Holten - 1:46.44
- 2010:  NK olympische afstand in Holten - 2:01.14
- 2010: 16e WK lange afstand - 6:46.54

### duatlon
- 2006:  Duatlon van Klerksdorp, Zuid-Afrika
- 2006:  Duatlon van Pretoria, Zuid-Afrika